# Lermontov (film)
Lermontov (russisk: Лермонтов) er en sovjetisk spillefilm fra 1986 af Nikolaj Burljajev.

## Medvirkende
- Nikolaj Burljaev som Mikhail Jurjevitj Lermontov
- Ivan Burljaev
- Vladimir Fajbyshev
- Galina Beljaeva som Varvara Lopukhina
- Natalja Bondartjuk som Marija Mikhajlovna Lermontova